# تپه چهل کمان
تپه چهل کمان مربوط به دوره ساسانی است و در شهرستان سرخس واقع شده و این اثر در تاریخ ۲۴ تیر ۱۳۹۵ با شمارهٔ ثبت ۲۹۰۶۱ به‌عنوان یکی از آثار ملی ایران به ثبت رسیده‌است.